# Peter Shilton
Peter Leslie Shilton (Leicester, 1949. szeptember 18. –) a Brit Birodalom Tisztje (OBE), visszavonult angol válogatott labdarúgó, kapus. Az angol labdarúgás történetének egyik legkiemelkedőbb kapusa. A mai napig is ő tartja 125 szereplésével az angol válogatottsági rekordot.

## Pályafutása
Shilton 13 évesen a King Richard III Boys School tanulójaként került a helyi, labdarúgócsapathoz. 1963-ban a csapat első számú kapusa Gordon Banks elismerően nyilatkozott tehetségéről és ígéretes pályafutást jósolt neki.
1966 májusában, 16 évesen debütált az Everton ellen, és a klub hamar észrevette, hogy Shilton, már tizenévesen az első csapatba való. A világbajnok Gordon Banks a Stoke City-hez távozott és Shilton lett a Rókák első számú hálóőre. 1967 októberében ráadásul egy kirúgásból gólt is szerzett a Southampton ellen.
19 évesen, 1969-ben, ugyan a csapat búcsúzott az első osztálytól, de az FA-Kupa döntőjében szerepelhetett a Wembley-ben.

### A válogatottban
Shilton az 1969-es kiesést követően is maradt a Leicester-nél, de további remek teljesítményének köszönhetően, Alf Ramsey a másodosztályból is behívta a válogatott keretébe. 1970. november 25-én, az NDK ellen, első alkalommal felhúzhatta a háromoroszlánosok mezét.
1972-ben, miután a válogatott nem jutott ki az Európa-bajnokságra, és Banks befejezte karrierjét, Shilton Anglia első számú kapusává vált, igaz az 1974-es vb-selejtező első, Wales elleni mérkőzésén Ray Clemence állt a kapu előtt. A selejtező sorozat végén Lengyelország ellen, Shilton (állítása szerint) élete legnagyobb hibáját vétette. Jan Domarski 15 méteres lövését elnézte és a labda, a hasa alatt, a hálóba gurult. Bár a mérkőzés 1-1-es döntetlennel ért véget, Anglia nem jutott ki a vb-re.

## Fordítás
- Ez a szócikk részben vagy egészben a Peter Shilton című angol Wikipédia-szócikk ezen változatának fordításán alapul.  Az eredeti cikk szerkesztőit annak laptörténete sorolja fel. Ez a jelzés csupán a megfogalmazás eredetét és a szerzői jogokat jelzi, nem szolgál a cikkben szereplő információk forrásmegjelöléseként.